# Lista de filmes produzidos pela Columbia Pictures
Lista de filmes do estúdio Columbia Pictures.

## Anos 1930
- 1930 - Tol'able David[1]
- 1931 - Arizona
- 1931 - The Criminal Code[2]
- 1932 - American Madness[2]
- 1931 - Platinum Blonde
- 1934 - Broadway Bill
- 1934 - Twentieth Century[1]
- 1934 - It Happened One Night
- 1934 - One Night of Love
- 1935 - She Married Her Boss
- 1935 - Crime and Punishment[2]
- 1936 - Mr Deeds Goes to Town
- 1937 - The Awful Truth
- 1937 - Lost Horizon
- 1938 - You Can't Take It with You
- 1939 - Only Angels Have Wings[3]
- 1939 - Mr. Smith Goes to Washington

## Anos 1940
- 1940 - His Girl Friday[4]
- 1941 - Penny Serenade
- 1941 - Here Comes Mr. Jordan
- 1941 - You Were Never Lovelier
- 1942 - You'll Never Get Rich
- 1942 - My Sister Eileen
- 1943 - The More the Merrier
- 1943 - Batman
- 1943 - The Desperadoes
- 1944 - Cover Girl
- 1945 - A Song to Remember
- 1946 - Gilda[5]
- 1946 - The Jolson Story (mais a sequência de 1949)
- 1948 - Superman
- 1948 - The Lady from Shanghai[5]
- 1949/50[6][7][8] - All the King's Men[5] (remake em 2006)
- 1949 - Batman and Robin

## Anos 1950
- 1950 - Born Yesterday
- 1950 - Harriet Craig
- 1950 - In a Lonely Place[5]
- 1950 - Atom Man Vs. Superman
- 1952 - The Marrying Kind
- 1953 - From Here to Eternity
- 1953 - The 5,000 Fingers of Dr. T
- 1953 - The Wild One
- 1954 - The Caine Mutiny
- 1954 - On the Waterfront[9]
- 1955 - My Sister Eileen
- 1955 - Queen Bee[9]
- 1955 - Picnic
- 1956 - Autumn Leaves[9]
- 1956 - Storm Center
- 1957 - The Bridge on the River Kwai
- 1957 - Pal Joey
- 1958 - Bell, Book and Candle
- 1959 - Suddenly, Last Summer
- 1959 - Gidget
- 1959 - The Mouse That Roared
- 1959 - Anatomy of a Murder[9]
- Tricky the Koala cartoons

## Anos 1960
- 1960 - The Three Worlds of Gulliver
- 1961 - A Raisin in the Sun
- 1961 - The Guns of Navarone
- 1962 - The Three Stooges in Orbit
- 1962 - The Three Stooges Meet Hercules
- 1963 - Bye Bye Birdie
- 1963 - The Three Stooges Go Around the World in a Daze
- 1963 - Jason and the Argonauts
- 1964 - Dr. Strangelove or: How I Learned to Stop Worrying and Love the Bomb
- 1965 - Lord Jim
- 1965 - The Outlaws Is Coming
- 1966 - Three on a Couch
- 1066 - Born Free
- 1966 - The Trouble with Angels
- 1966 - A Man for All Seasons
- 1967 - Divorce American Style
- 1967 - In Cold Blood
- 1967 - To Sir, with Love
- 1967 - Guess Who's Coming to Dinner
- 1968 - Head
- 1968 - Oliver!
- 1968 - Funny Girl
- 1968 - Where Angels Go, Trouble Follows
- 1969 - Bob & Carol & Ted & Alice
- 1969 - Cactus Flower
- 1969 - Easy Rider

## Anos 1970
- 1970 - The Liberation of L.B. Jones
- 1970 - I Never Sang for My Father
- 1970 - The Go-Between (coprodução com EMI Films)
- 1971 - 10 Rillington Place - (coprodução com Filmways)
- 1971 - The Last Picture Show
- 1971 - Nicholas and Alexandra
- 1971 - And Now for Something Completely Different - (coprodução com Playboy Productions)
- 1972 - 1776
- 1972 - Young Winston
- 1973 - The Way We Were
- 1973 - Summer Wishes, Winter Dreams
- 1974 - The Lords of Flatbush
- 1974 - Confessions of a Window Cleaner
- 1975 - Shampoo
- 1976 - Murder by Death
- 1976 - Taxi Driver
- 1976 - The Front
- 1977 - Fun with Dick and Jane
- 1977 - The Deep
- 1977 - Sinbad and the Eye of the Tiger
- 1978 - Eyes of Laura Mars
- 1978 - Midnight Express
- 1978 - Thank God It's Friday
- 1978 - The Buddy Holly Story
- 1978 - Ice Castles
- 1979 - The China Syndrome
- 1979 - Hardcore
- 1979 - Kramer vs. Kramer
- 1979 - All That Jazz - (coprodução com 20th Century Fox)
- 1979 - Nightwing

## Anos 1980
- 1980 - The Blue Lagoon (mais a sequência de 1991)
- 1980 - Stir Crazy
- 1980 - Tess (filme) - (distribuição)
- 1980 - Used Cars
- 1981 - American Pop - (last movie with 1975-1981 logo)
- 1981 - Modern Romance - (first movie with 1981-1993 logo)
- 1981 - Death Wish II
- 1981 - Stripes
- 1981 - Neighbors
- 1981 - Absence of Malice
- 1982 - Annie - (coprodução com Rastar)
- 1982 - Das Boot (distribuição)
- 1982 - Richard Pryor: Live on the Sunset Strip - (coprodução com Rastar)
- 1982 - Tempest
- 1982 - The Toy
- 1982 - Tootsie
- 1982 - Gandhi - (distribuição)
- 1983 - The Big Chill
- 1983 - Blue Thunder
- 1983 - Christine
- 1983 - The Dresser
- 1984 - Ghostbusters
- 1984 - Body Double
- 1984 - The Karate Kid
- 1984 - Against All Odds
- 1984 - Micki + Maude
- 1984 - Moscow on the Hudson
- 1984 - Starman
- 1984 - A Passage to India - (distribuído e produzido por Thorn EMI e HBO)
- 1984 - Sheena
- 1984 - A Soldier's Story
- 1985 - St. Elmo's Fire
- 1985 - Fright Night (TriStar Pictures e a sequência em 1988)
- 1985 - Murphy's Romance
- 1985 - White Nights
- 1985 - Agnes of God
- 1986 - Crossroads
- 1986 - Stand by Me
- 1986 - Out Of Bounds
- 1986 - The Karate Kid, Part II
- 1986 - Care Bears Movie II: A New Generation - (coprodução com Nelvana)
- 1987 - Hope and Glory - (distribuidor)
- 1987 - Ishtar
- 1987 - Roxanne
- 1987 - The Last Emperor - (distribuidor)
- 1987 - La Bamba
- 1987 - Leonard Part 6
- 1988 - The Beast
- 1988 - The New Adventures of Pippi Longstocking
- 1988 - The Big Blue (Le Grand Bleu)
- 1988 - School Daze
- 1988 - Little Nikita
- 1988 - Punchline
- 1989 - Casualties of War
- 1989 - The Adventures of Milo and Otis (distribuição americana)
- 1989 - Ghostbusters II
- 1989 - The Karate Kid, Part III
- 1989 - When Harry Met Sally - (coprodução com Castle Rock Entertainment)
- 1989 - True Believer
- Immediate Family

## Anos 1990
- 1990 - Awakenings
- 1990 - Misery - (coprodução com Castle Rock Entertainment)
- 1990 - Postcards from the Edge
- 1990 - Revenge
- 1991 - The Prince of Tides
- 1991 - Boyz N the Hood
- 1991 - Return to the Blue Lagoon
- 1991 - City Slickers - (coprodução com Castle Rock Entertainment)
- 1991 - My Girl
- 1992 - Dracula
- 1992 - A League of Their Own
- 1992 - Single White Female
- 1992 - El Mariachi - (distribuição)
- 1992 - A Few Good Men - (coprodução com Castle Rock Entertainment)
- 1993 - Poetic Justice
- 1993 - Groundhog Day
- 1993 - The Age of Innocence
- 1993 - In the Line of Fire - (coprodução com Castle Rock Entertainment)
- 1993 - The Remains of the Day
- 1993 - Lost in Yonkers - (coprodução com Rastar)
- 1993 - Last Action Hero -
- 1993 - Striking Distance
- 1994 - My Girl 2
- 1994 - City Slickers II: The Legend of Curly's Gold - (coprodução com Castle Rock Entertainment)
- 1994 - The Shawshank Redemption - (coprodução com Warner Bros.)
- 1994 - The Next Karate Kid
- 1994 - North (filme) - (coprodução com Castle Rock Entertainment)
- 1995 - To Die For - (coprodução com The Rank Organisation)
- 1995 - Higher Learning
- 1995 - The Indian in the Cupboard - (coprodução com Paramount Pictures)
- 1995 - Desperado
- 1995 - Bad Boys
- 1995 - Sense and Sensibility
- 1995 - Forget Paris - (coprodução com Castle Rock Entertainment)
- 1996 - The Cable Guy
- 1996 - The People vs. Larry Flynt
- 1996 - Alaska - (coprodução com Castle Rock Entertainment)
- 1996 - Ghosts of Mississippi - (coprodução com Castle Rock Entertainment)
- 1996 - Striptease - (coprodução com Castle Rock Entertainment)
- 1997 - The Fifth Element (só distribuição)
- 1997 - Anaconda
- 1997 - Air Force One
- 1997 - Men in Black - (coprodução com Amblin Entertainment)
- 1997 - Buddy - (coprodução com Jim Henson Pictures)
- 1997 - Gattaca
- 1998 - Spiceworld - (distribuição, produzido por PolyGram Filmed Entertainment and Icon Productions)
- 1998 - Still Crazy
- 1998 - Dance with Me
- 1998 - Stepmom - (with TriStar Pictures and coprodução com 1492 Pictures)
- 1999 - Big Daddy
- 1999 - Bicentennial Mann - (coprodução com Touchstone Pictures)
- 1999 - Muppets from Space - (coprodução com Jim Henson Pictures)
- 1999 - Blue Streak
- 1999 - The Adventures of Elmo in Grouchland - (coprodução com Jim Henson Pictures and Children's Television Workshop)
- 1999 - Stuart Little
- 1999 - Crazy in Alabama
- 1999 - The Messenger: The Story of Joan of Arc - (distribuição, produzido por Gaumont)
- 1999 - Cruel Intentions
- 1999 - Girl, Interrupted

## Anos 2000

### 2000
- All the Pretty Horses - (coprodução com Miramax Films)
- The 6th Day (coprodução com Phoenix Pictures)
- Urban Legends: Final Cut (distribuição only)
- Almost Famous (coprodução com DreamWorks Pictures and Vinyl Films)
- Erin Brockovich (coprodução com Universal Studios)
- 28 Days
- Final Fantasy: The Spirits Within (só distribuição, produzido por Square Pictures)
- Charlie's Angels
- Thomas and the Magic Railroad
- Hollow Man
- Anatomie
- The Patriot
- An Everlasting Piece (coprodução com DreamWorks Pictures)

### 2001
- The One
- America's Sweethearts (distribuição, produzido por Revolution Studios)
- Black Hawk Down (distribuição, produzido por Revolution Studios)
- Joe Dirt
- Thir13en Ghosts (coprodução com Warner Bros.)

### 2002
- Stuart Little 2
- Enough
- Adam Sandler's Eight Crazy Nights (coprodução com Happy Madison Productions)
- Men in Black II (coprodução com Amblin Entertainment)
- Panic Room
- Adaptation. (coprodução com Intermedia Films)
- Trapped (coprodução com Senator Entertainment)

### 2003
- Seeing Double
- National Security (coprodução com Intermedia Films)
- Something's Gotta Give (coprodução com Warner Bros.)
- Daddy Day Care (distribuição, produzido por Revolution Studios) (Plus TriStar Pictures sequel in 2007)
- Darkness Falls (distribuição, produzido por Revolution Studios) (remake of the 1999 Lions Gate film Darkness Falls)
- Once Upon a Time in Mexico (coprodução com Dimension Films and Troublemaker Studios)
- Peter Pan (coprodução com Universal Studios and Revolution Studios)
- Gothika (coprodução com Warner Bros.)
- Bad Boys 2
- Terminator 3: Rise of the Machines (international distribuição only)
- The Missing (distribuição, produzido por Revolution Studios and Imagine Entertainment)
- Big Fish

### 2004
- Envy (coprodução com DreamWorks Pictures and Castle Rock Entertainment) (logo not shown)
- Spider-Man 2 (coprodução com Marvel Comics)
- Anacondas: The Hunt for the Blood Orchid (coprodução com Screen Gems)
- White Chicks (distribuição, produzido por Revolution Studios and Wayans Bros. Entertainment)
- The Grudge
- Christmas with the Kranks (distribuição, produzido por Revolution Studios)

### 2005
- Are We There Yet? (distribuição, produzido por Revolution Studios)
- The Longest Yard (coprodução com Paramount Pictures, MTV Films and Happy Madison Productions)
- Guess Who (remake of 1967 film Guess Who's Coming to Dinner) (coprodução com Regency Enterprises)
- Lords of Dogtown (coprodução com TriStar Pictures)
- Hitch
- Fun with Dick and Jane (Remake of the 1977 film Fun with Dick and Jane, coprodução com Imagine Entertainment)
- Bewitched (based on 1960s television series)
- The Legend of Zorro (coprodução com Spyglass Entertainment and Amblin Entertainment)
- Into the Blue (coprodução com Metro-Goldwyn-Mayer)
- Memoirs of a Geisha (coprodução com DreamWorks Pictures, Spyglass Entertainment and Amblin Entertainment)
- Zathura
- Yours, Mine and Ours (coprodução com Paramount Pictures, Metro-Goldwyn-Mayer and Nickelodeon Movies, remake of 1968 United Artists film)
- Deuce Bigalow: European Gigolo
- The Producers (coprodução com Universal Pictures)

### 2006
- Gridiron Gang
- The Holiday (coprodução com Universal Pictures and Waverly Films)
- The Pink Panther (distribuição only, produzido por Metro-Goldwyn-Mayer)
- The Da Vinci Code (coprodução com Imagine Entertainment)
- Monster House (coprodução com ImageMovers and Amblin Entertainment)
- Zoom (distribuição, produzido por Revolution Studios)
- RV
- Click (distribuição, produzido por Revolution Studios and Happy Madison Productions)
- Little Man (distribuição, produzido por Revolution Studios)
- Talladega Nights: The Ballad of Ricky Bobby (coprodução com Apatow Productions)
- Open Season (coprodução com Sony Pictures Animation)
- Casino Royale (coprodução com EON Productions and Metro-Goldwyn-Mayer)
- The Grudge 2 (coprodução com Ghost House Pictures)
- Rocky Balboa (coprodução com Metro-Goldwyn-Mayer and Revolution Studios)
- The Benchwarmers (coprodução com Revolution Studios and Happy Madison)
- All the King's Men (remake of 1949 film)

### 2007
- Ghost Rider (coprodução com Crystal Sky and Marvel Comics)
- Reign Over Me (coprodução com Relativity Media, Madison 23, and Sunlight Productions)
- Spider-Man 3 (coprodução com Marvel Comics)
- Surf's Up (coprodução com Sony Pictures Animation)
- Are We Done Yet? (distribuição, produzido por Revolution Studios & RKO Radio Pictures)
- The Messengers (coprodução com Screen Gems and Ghost House Productions
- Superbad (coprodução com Apatow Productions)
- 30 Days of Night
- Saawariya (coprodução com SLB Films)
- Walk Hard: The Dewey Cox Story (coprodução com Apatow Productions)

### 2008
- Mad Money (distribuição, produzido por Revolution Studios)
- Made of Honor
- The Other Boleyn Girl (co-prod. Focus Features e BBC Films)
- 21
- You Don't Mess with the Zohan (coprodução com Happy Madison Productions)
- Hancock
- Step Brothers (coprodução com Apatow Productions, Relativity Media, and Gary Sanchez Productions)
- Pineapple Express (coprodução com Apatow Productions)
- The House Bunny
- Lakeview Terrace
- Nick and Norah's Infinite Playlist
- Quantum of Solace (coprodução com EON Productions and Metro-Goldwyn-Mayer)

### 2009
- Paul Blart: Mall Cop
- The Pink Panther 2 (coprodução com Metro-Goldwyn-Mayer)
- The International
- Angels & Demons (coprodução com Imagine Entertainment)
- The Taking of Pelham 1 2 3 (coprodução com Metro-Goldwyn-Mayer, Relativity Media)
- Terminator Salvation (Internationally) Warner Bros. (Domestically)
- The Damned United (coprodução com BBC Films)
- Year One (coprodução com Apatow Productions)
- The Ugly Truth (coprodução com Lakeshore Entertainment)
- Funny People (coprodução com Universal Pictures, Happy Madison Productions and Apatow Productions)
- Julie & Julia
- Cloudy with a Chance of Meatballs (coprodução com Sony Pictures Animation and Sony Pictures Imageworks)
- Zombieland
- Michael Jackson's This Is It
- 2012
- Did You Hear About The Morgans?(coprodução com Castle Rock Entertainment)

### 2010
- The Book of Eli (coprodução com Warner Bros., Alcon Entertainment and Silver Pictures)
- Salt
- The Yiddish Policemen's Union
- The Green Hornet

### 2011
- Battle: Los Angeles
- The Smurfs (coprodução com The Kerner Entertainment Company and Hanna-Barbera Productions)
- The Adventures of Tintin: Secret of the Unicorn (coprodução com Paramount Pictures, DreamWorks Pictures, and Amblin Entertainment)
- Men in Black III (coprodução com Amblin Entertainment)
- Bad Boys III